# 永和號
永和號，是香港島中西區的一間舊士多雜貨鋪，它位於中環著名露天街市嘉咸街與威靈頓街120號交界，店舖佔地約1,000呎。永和號所在建築是一幢3層高的唐樓臨街地鋪。建築物於約1879-1880年建成，是香港現存最早的唐樓之一。

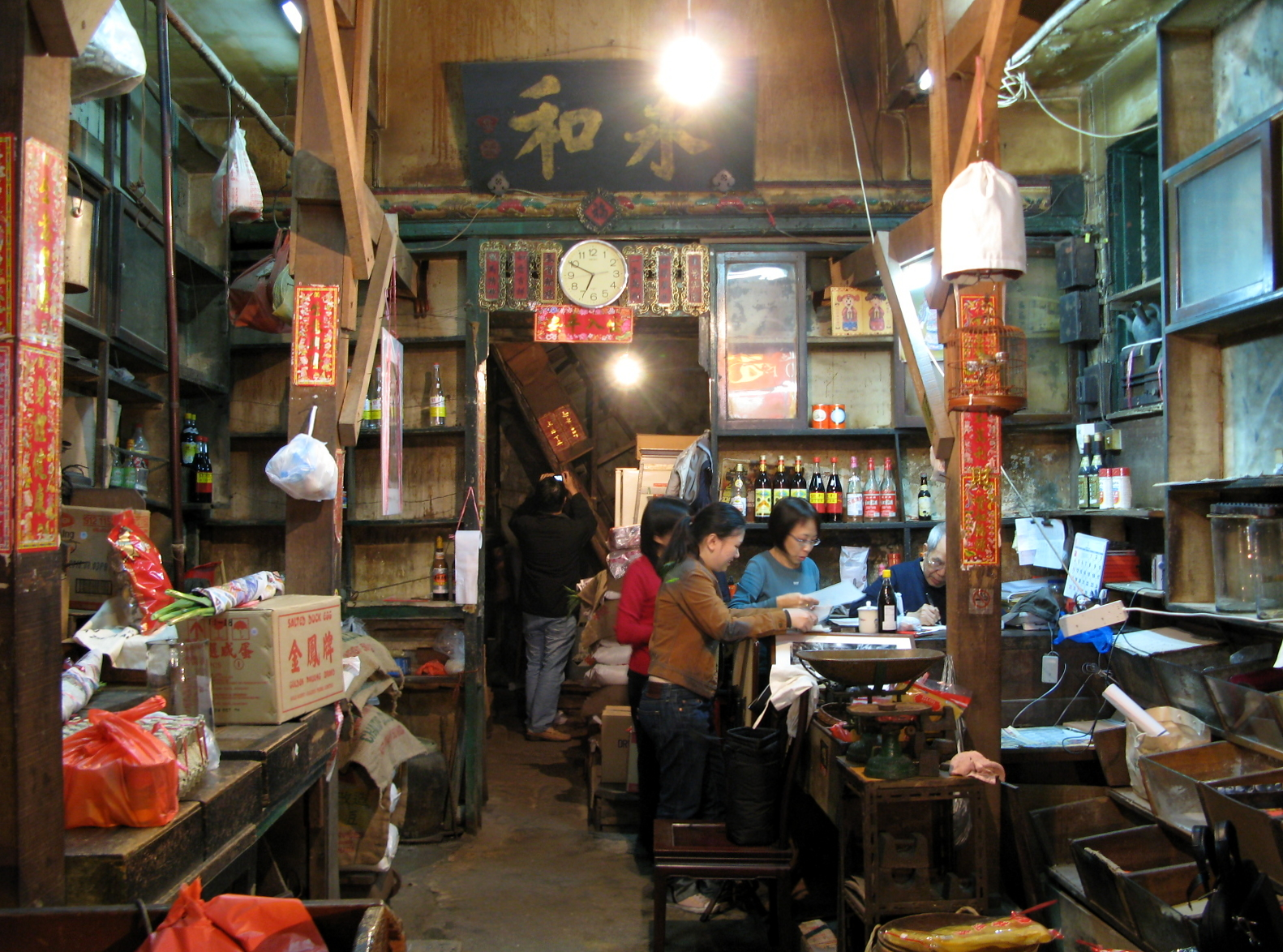
永和號雜貨店

可惜老店終不敵時代衝擊，再加上店主關伯（關鏋釗）年事已高，於2009年1月24日結業。

## 歷史

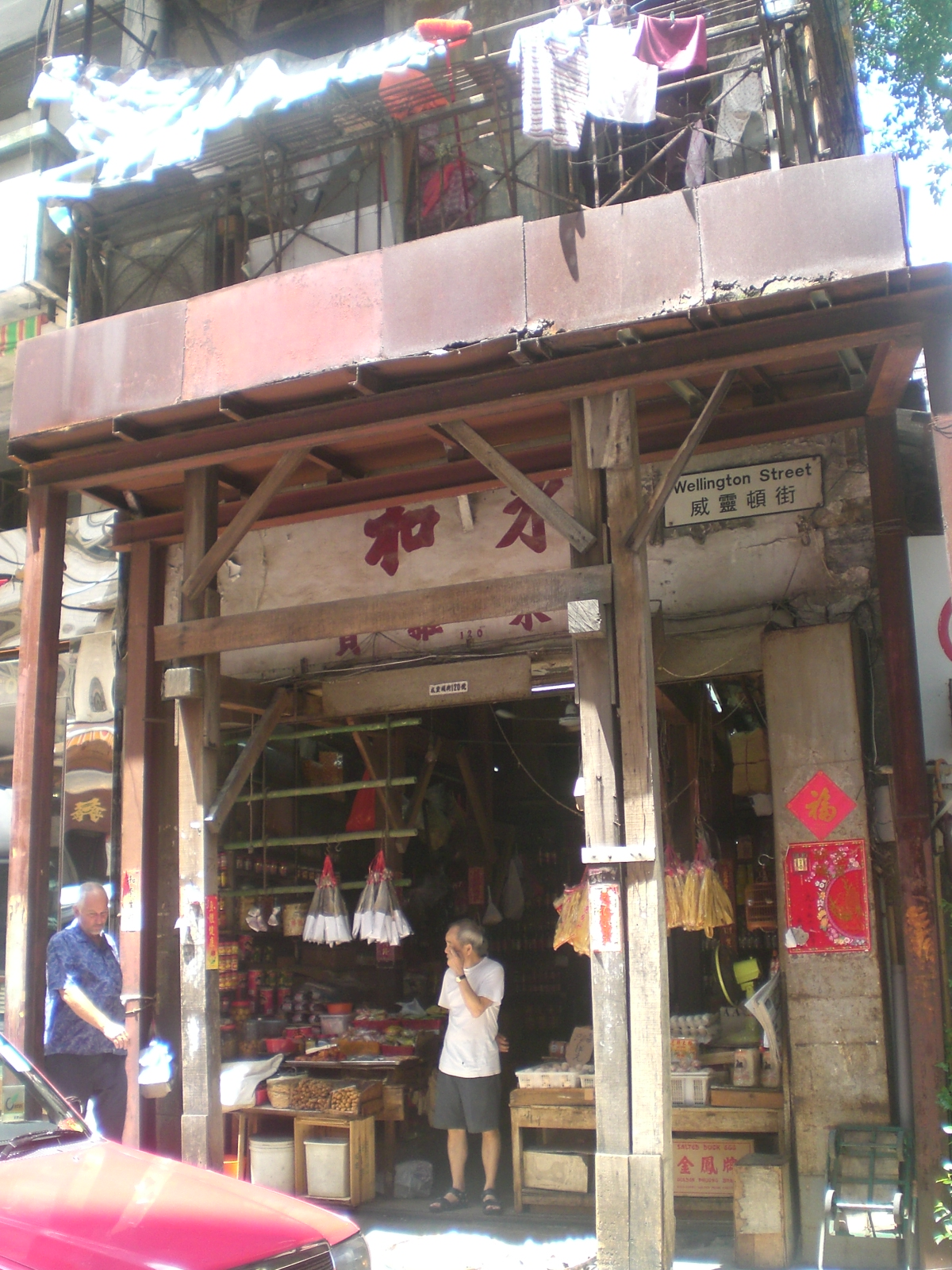
2008年營業中的永和號

永和號在1930年由來自新會司前镇谈雅乡的關鏋釗和一位梁姓、一位陶姓人士，三人合資在威靈頓街120號創辦。
於1960年代時，永和號曾聘用了12名員工，有二、三千種貨品出售。除了賣油賣米外，還賣罐裝鮑魚，是永和號的鼎盛時代；當時還吸引不少官商藝人如田北俊、狄波拉等前來幫襯。
但自從1997年起，只餘下關伯夫婦經營，店舖的收入在更年不斷減少，收入只夠交舖租和餬口。
2008年10月，業主以2,666萬元賣給市區重建局。市建局曾邀請關伯在重建後再度經營永和號，但要求每月需繳交租金1.7萬元，當時76歲的關伯選擇退休，並獲得數十萬元賠償。
市建局原本計劃收購業權後只保留外牆，不過到2017年因應民間團體意見，決定整幢保留。同年6月8日，因永和號整體建築保存良好，而且其見證了嘉咸街街市百年來的變化，故獲古諮會評為香港一級歷史建築。
到2020年9月初，有關注永和號的人士發現，市建局在事前未有公開下，清拆了建築物原有特色的金字瓦頂，屋內的內櫳木樑、木地板及水泥階磚也已經消失。保育界形容是災難。市建局發言人表示，因外牆和屋頂等結構出現嚴重老化及侵蝕，因而進行緊急工程。負責保育永和號的項目保育建築師何心怡澄清工程不會改變大廈外牆結構。屋內的物料在移走前已記錄及拍照存檔，並在倉庫妥善存放。表示完成加固及保育工程後會還原原有面貌。其後市建局在中西區區議會承認敏感度不足，承諾會定期匯報進展。出席的區議員希望局方能夠「原汁原味」及完整地保留整座建築。

## 店舖陣設

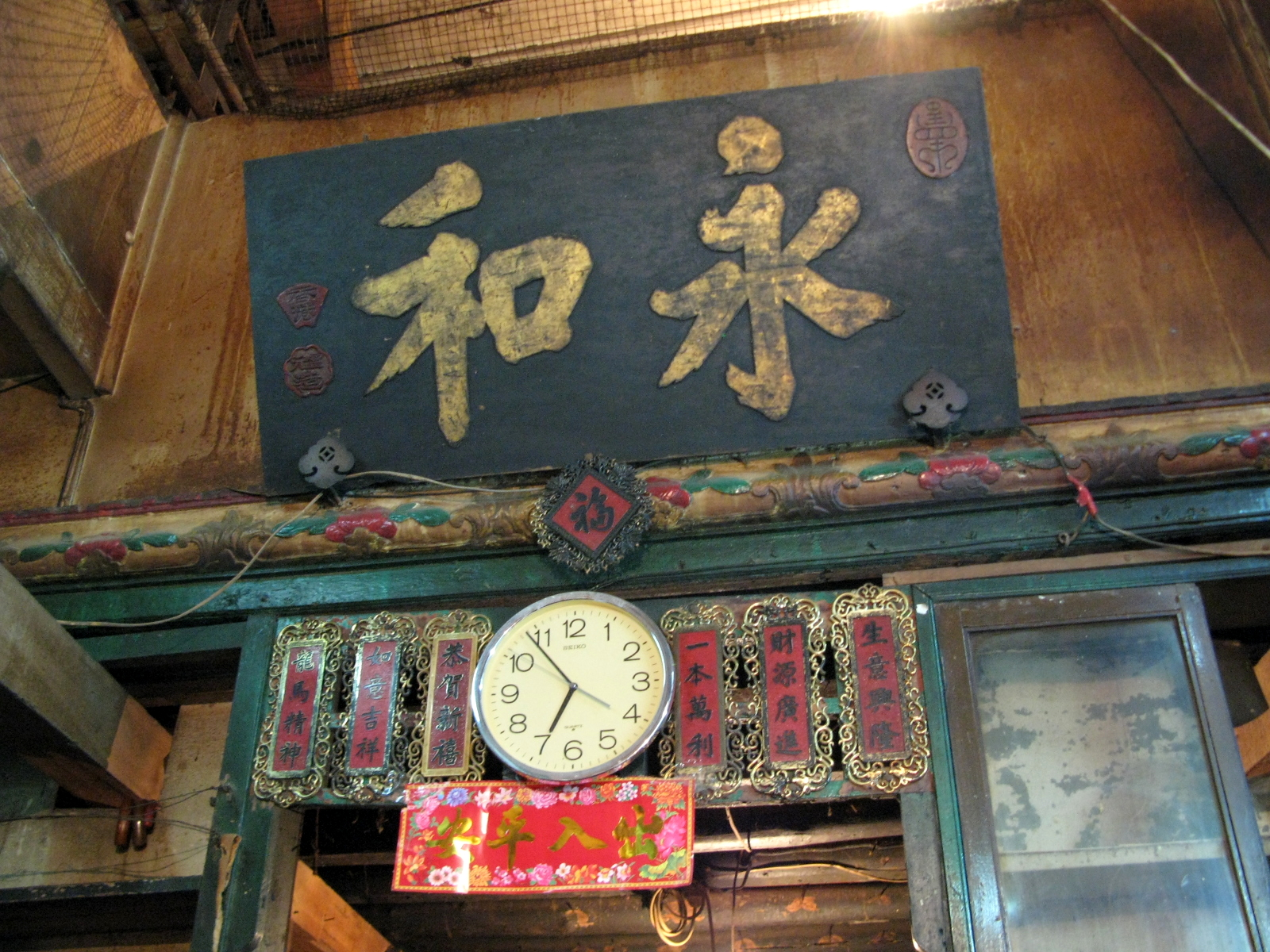
永和號牌匾

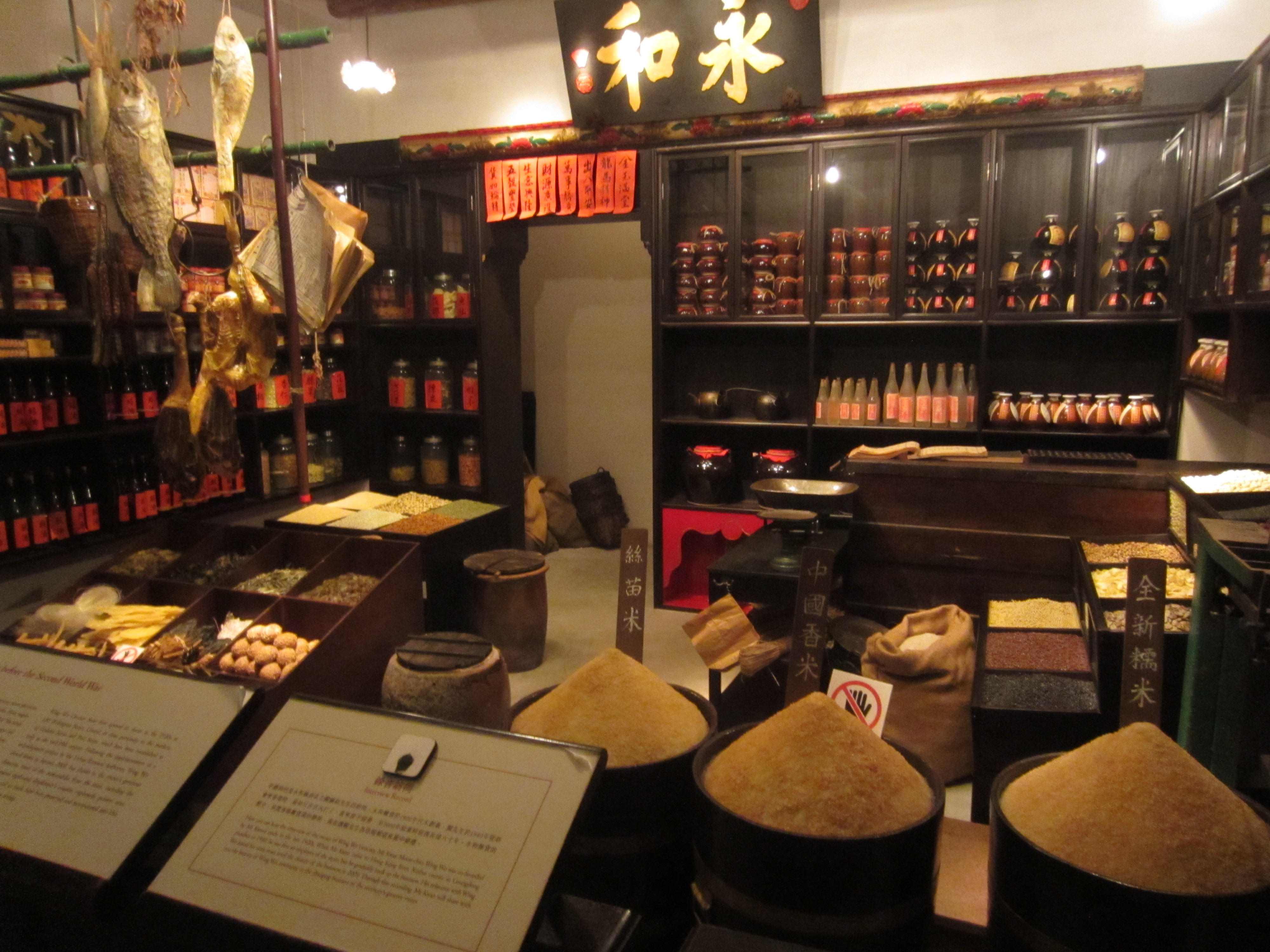
永和號結業後，店主捐贈不少物品予香港歷史博物館於《香港故事》展出

永和號店內貨品包羅萬有，在這裏能找到用於止頭癢的茶仔粉、幾乎絕迹的「雙喜」牌火柴。
店內的招牌自1930年代開舖時已設立，店舖仍沿用五六十年前吊在橫樑的竹籮收錢。店內還設炊米機、舊煲、發黑的舊式磅、老式收音機等。
永和號因古老而聞名，半島酒店數年前帶團來參觀，英國廣播公司（BBC）亦曾來拍攝。
每天慕名來參觀拍照的德、法、日遊客不計其數，估計全年接待過千名遊客。每天來光顧的街坊也絡繹不絕。

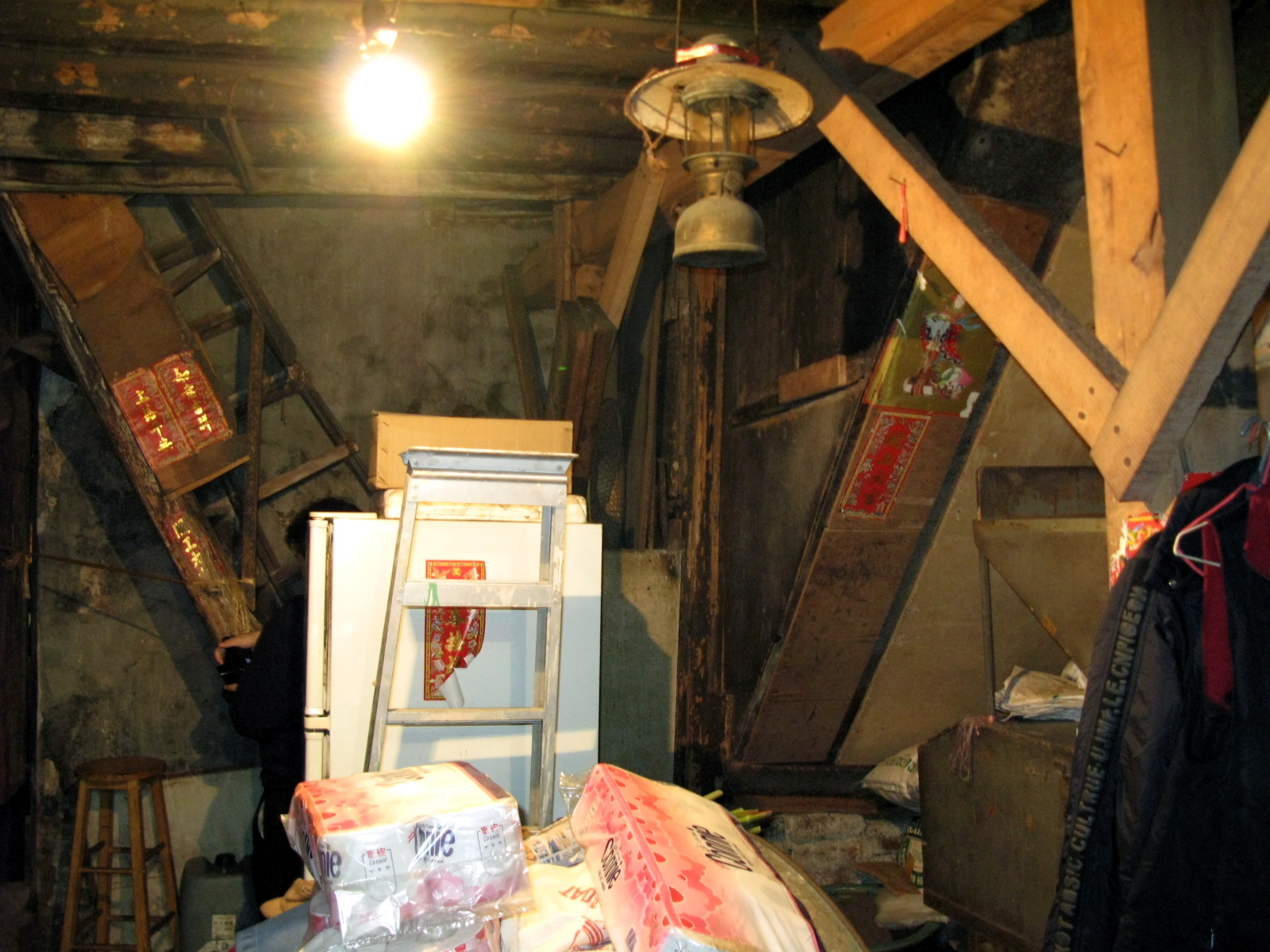
雜貨店儲存室
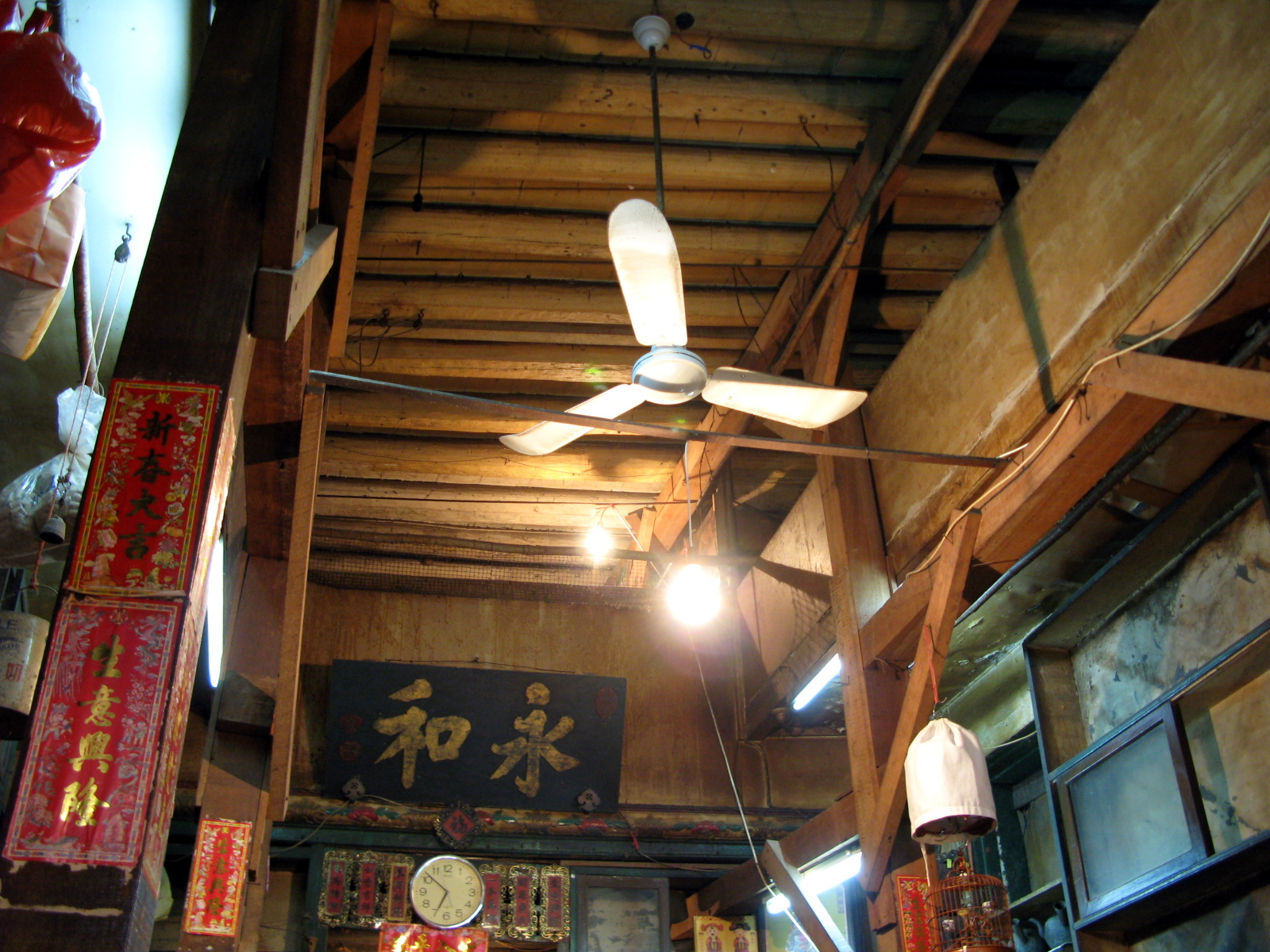
雜貨店天花由木搭成
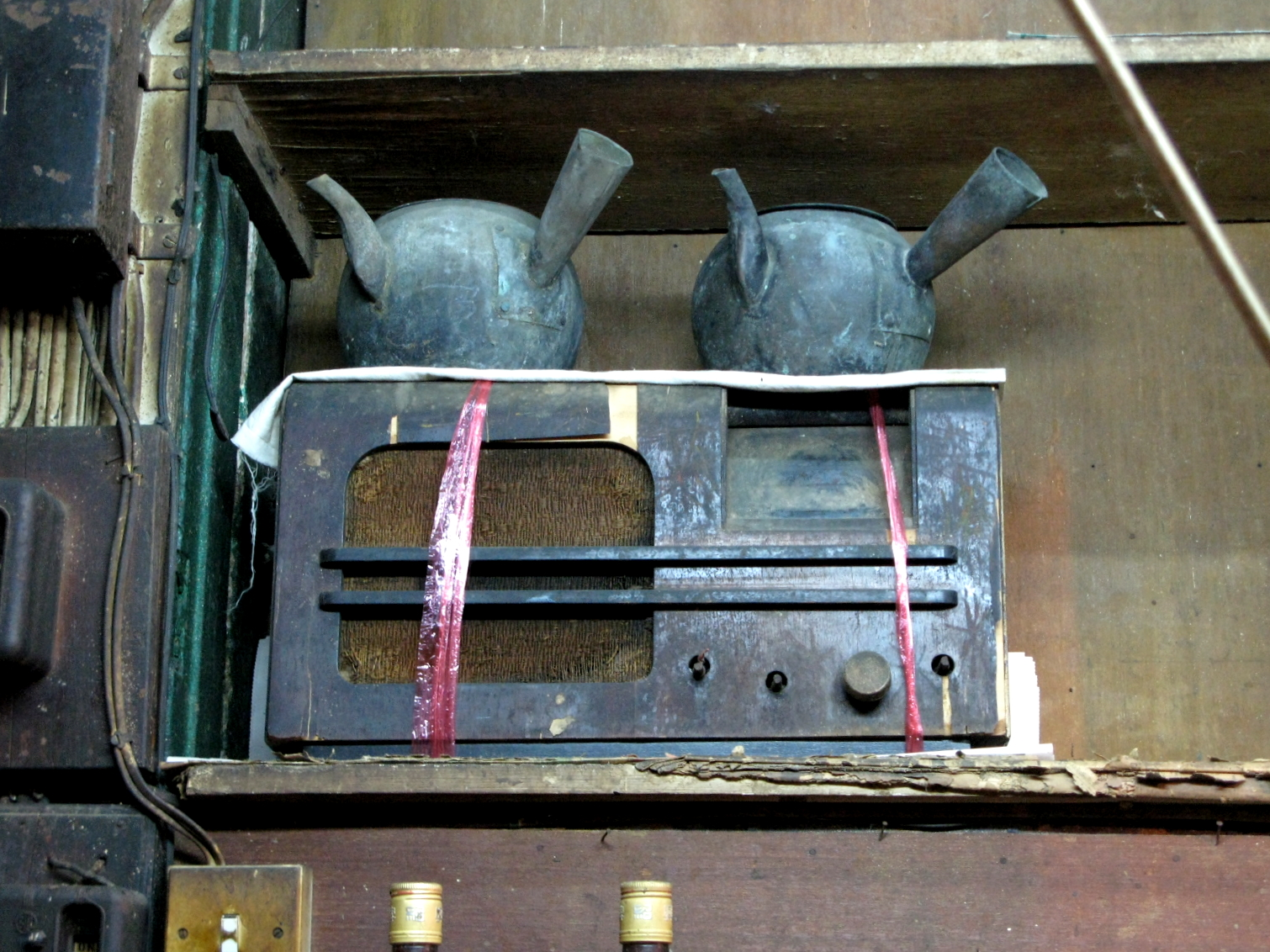
舊煲及老式收音機
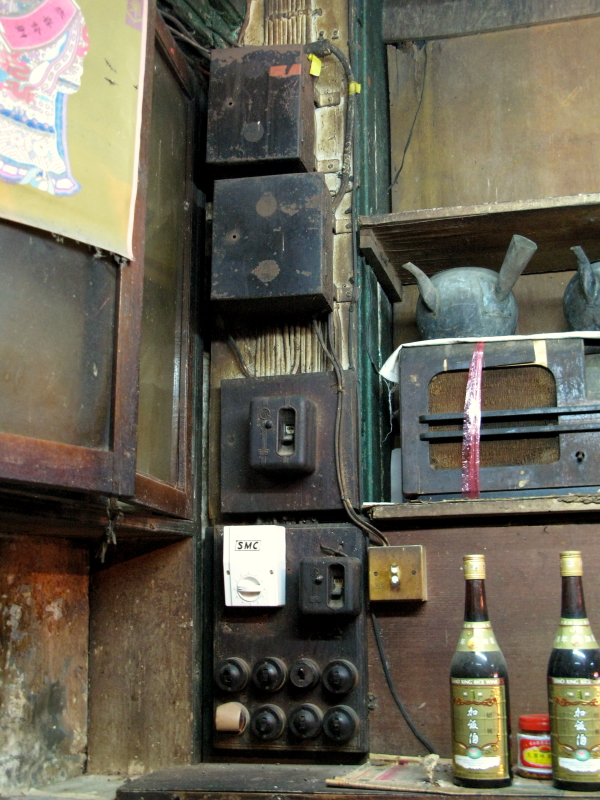
舊式電掣
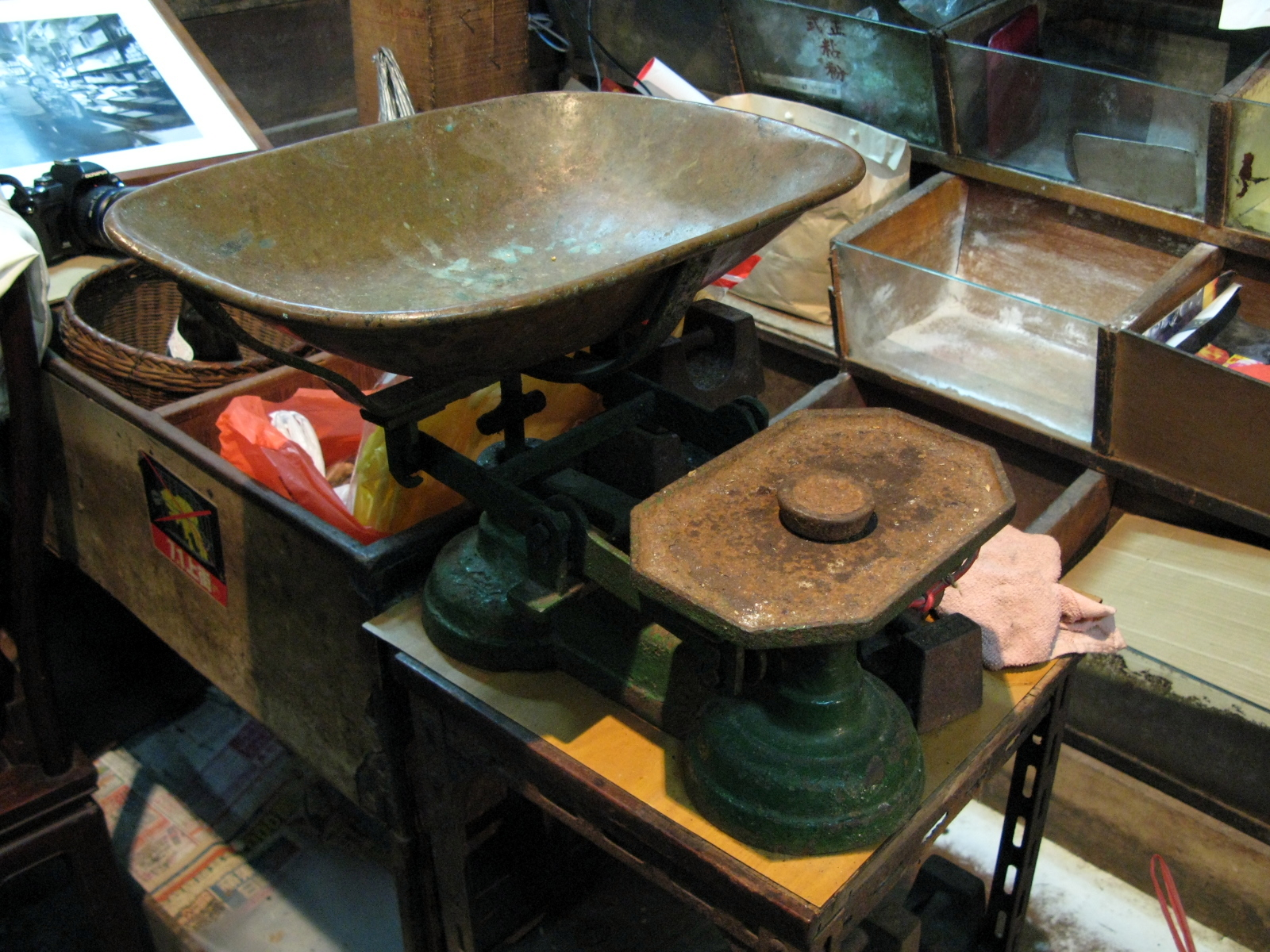
發黑的舊式磅
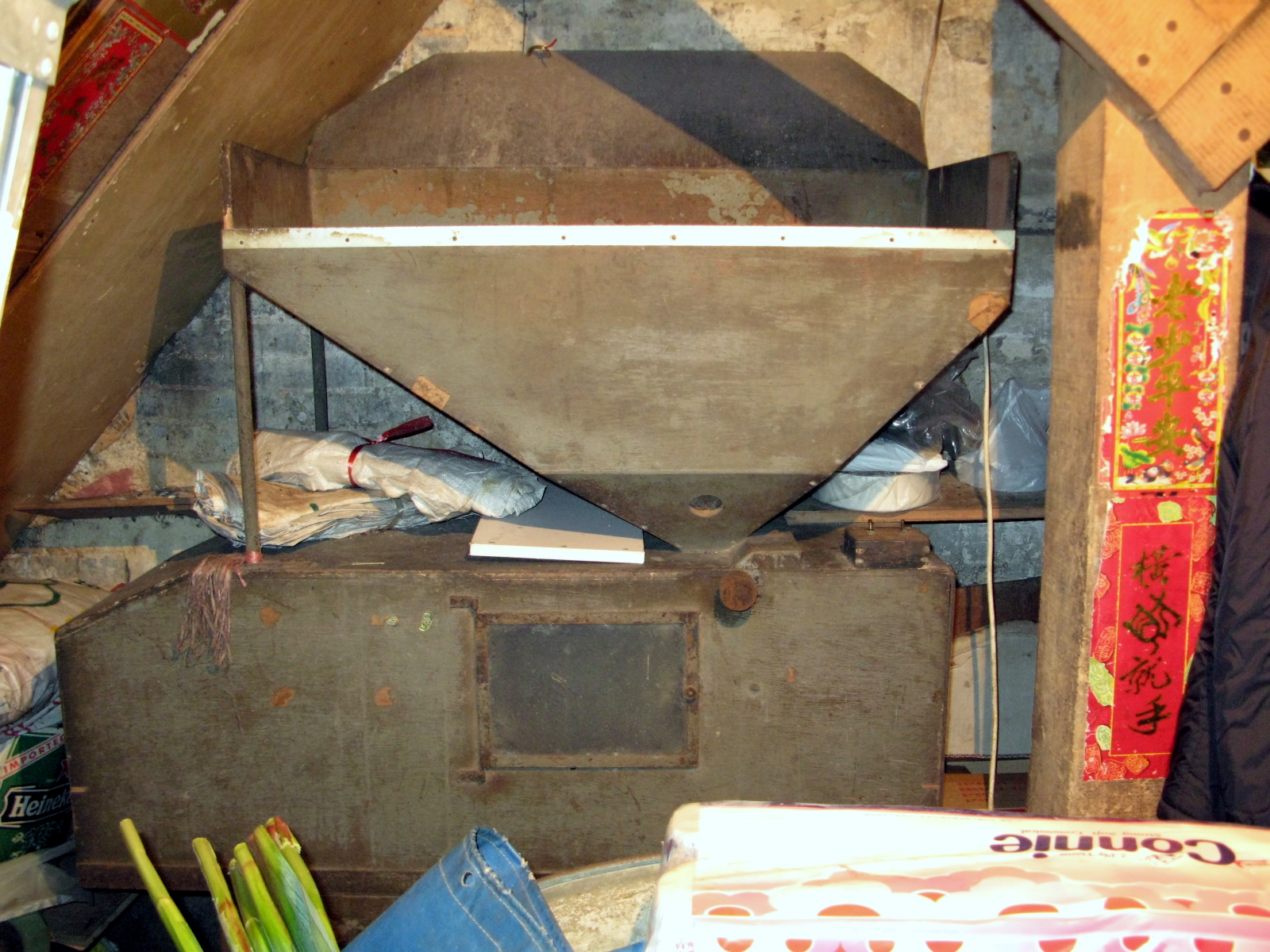
去米殼機

## 位處建築

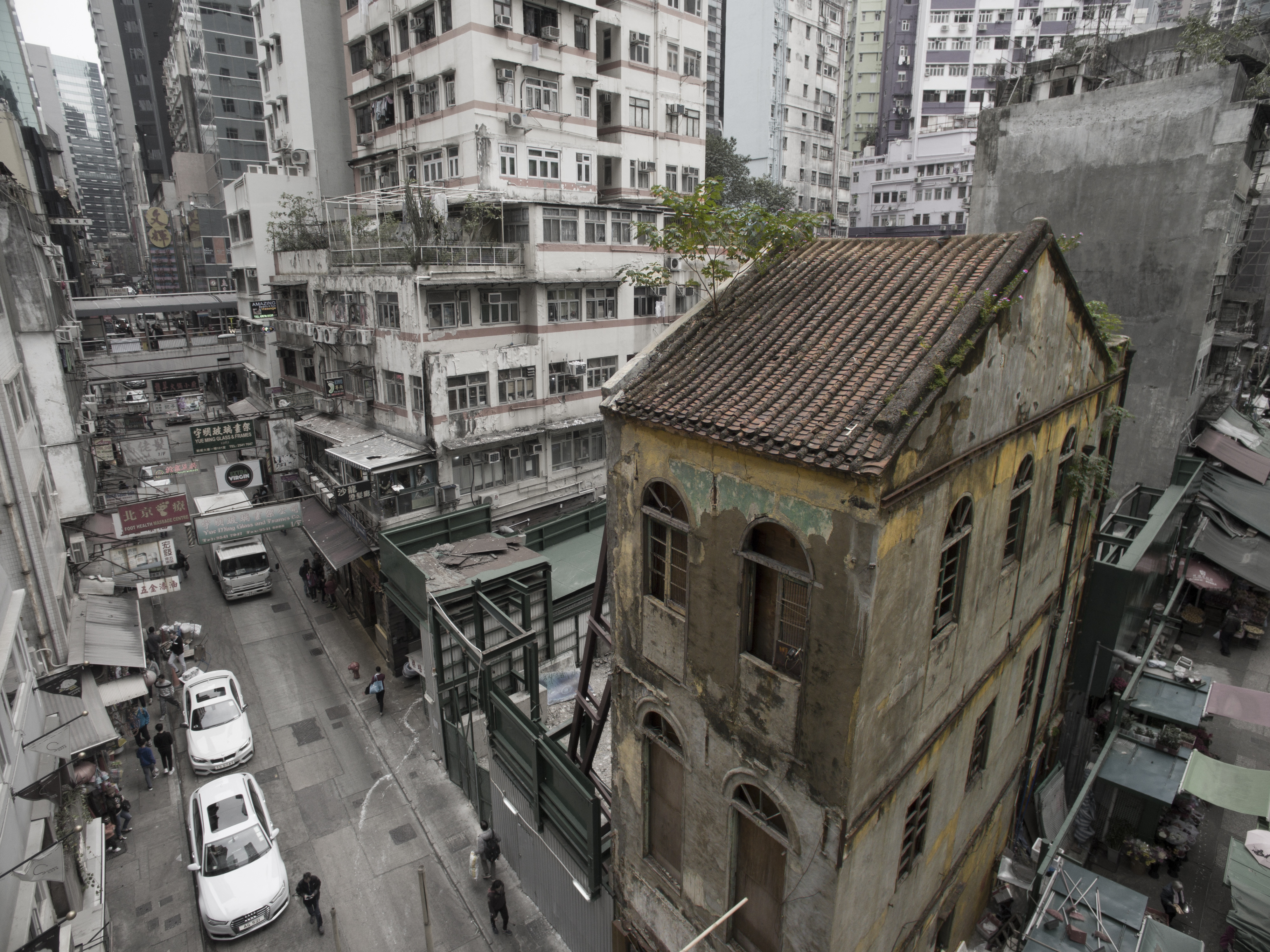
威靈頓街120號航拍

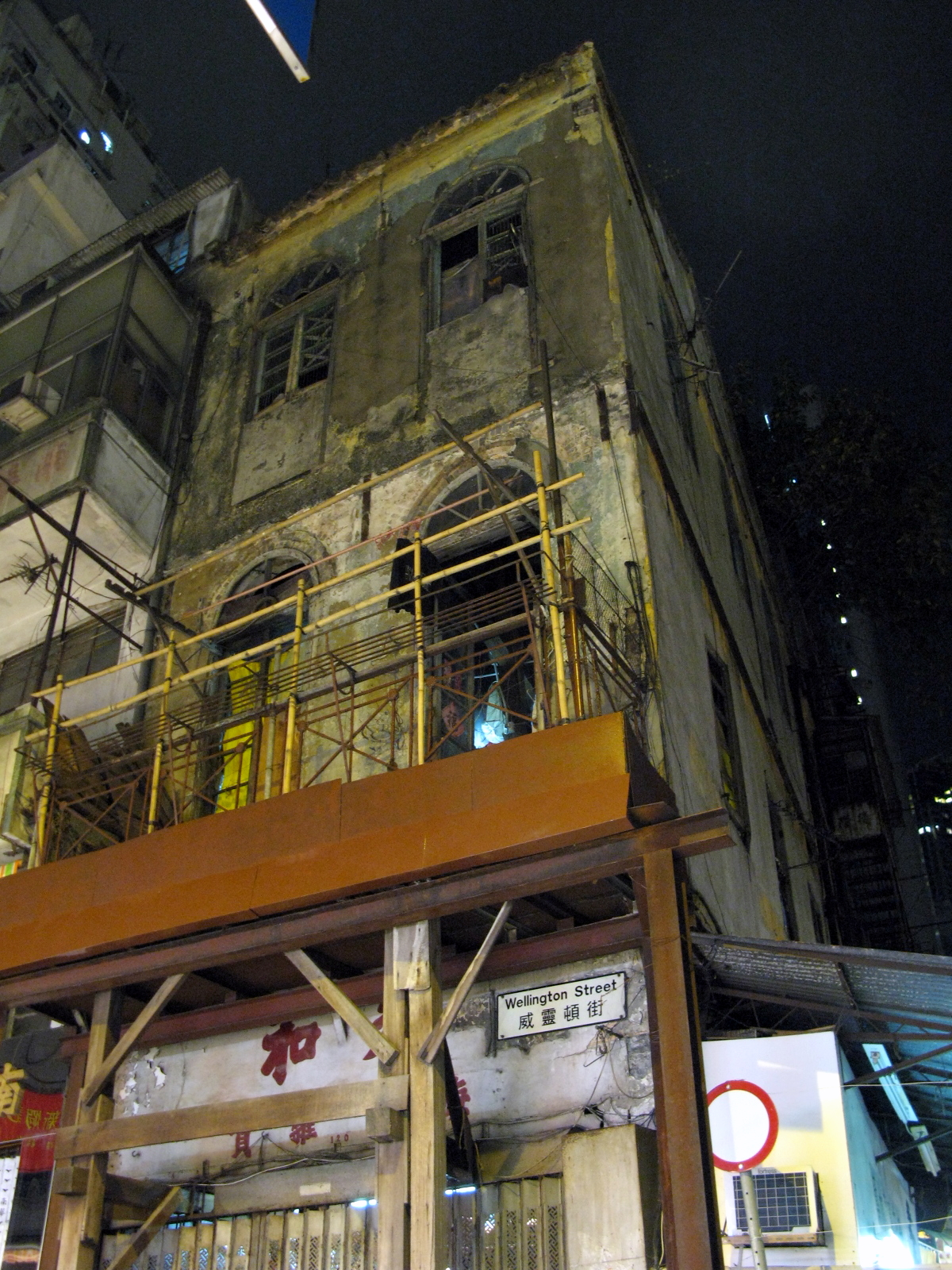
建築物門前已經加設附屬支架

永和號位於威靈頓街120號，一幢3層高的唐樓臨街地鋪。建築物於約1879-1880年建成，是香港現存最早的唐樓之一。
其主要建築特色包括廣東青磚承重牆、雙筒雙瓦屋頂、結構木樓面、木樓梯及壓花階磚等。

## 未來發展
香港市區重建局有意把嘉咸街塑造為「老店街」，既邀請老字號品牌開設地舖，亦會舉辦展覽，重現嘉咸街舊日風光。其中永和號的家俬和器具、關伯保有的出入貨單和文獻，以及永和號的招牌都屬珍貴史物，市建局已經接收，並於香港歷史博物館設成場景作展覽。不過建築物近10年來一直沒有派人視察，近年狀况轉差。地區人士批評市建局沒有做好維護工作。

## 零售商品
- 咸蛋
- 腐竹
- 花生油
- 散裝白米

## 鄰近同業
- 百佳
- 裕記食品
- 佳寶食品超級市場
- 中環荷李活道振隆白米

## 流行文化
香港歌手張繼聰於2009年的派台歌《永和號》便是以永和號作主題。張氏因走訪永和號對其歷史感動不已，於是承諾關伯寫歌去紀念這老舖。恰巧與其妻子謝安琪首本名曲《囍帖街》湊成一對。

## 外部連結
- 永和號2009年1月23日告別嘉咸街，80年雜貨舖不敵時代現實 （页面存档备份，存于）
- 市區重建局保育活化項目：威靈頓街120號及嘉咸街26號A-C的一組三幢戰前樓宇 （页面存档备份，存于）